# Awesome
Awesome - швидкий, компактний, динамічний віконний менеджер для X Window System. Його розробка почалася у вересні 2007 року в результаті відгалуження від dwm. Поведінка Awesome налаштовується за допомогою Lua-скриптів та підтримує кілька способів завдання розташування вікон. Наприклад, «плаваючий», коли становище вікон не фіксується, і користувач може перетягувати їх, як в більшості популярних менеджерів. Awesome, як мозаїчний віконний менеджер, прагне надати все необхідне для повного управліннями вікнами без допомоги миші.
Починаючи з версії 3.0, випущеної 18 вересня 2008, Awesome використовує асинхронну бібліотеку XCB для взаємодії з X-сервером замість традиційної синхроної Xlib. Також, є підтримка мови розмітки pango і D-Bus для взаємодії між процесами. Конфігураційні файли використовують мову Lua.

## Особливості
Awesome має наступні від'ємні особливості:
- Стабільний, швидкій та невеликий за розміром.
- Для роботи не потребує миші: будь-які операції можна виконати з допомогою клавіатури.
- Добре документований код.
- Має високий відгук на дії користувача завдяки використання асинхронної бібліотеки XCB для взаємодії із системою Х.
- Вікна групуються за тегами замість парадигми "робочих столів".
- Теги можна привласнювати до декількох вікон, вікна можуть мати також декілька тегів.
- Підтримка конфігурацій з декільками моніторами. Можливість закріплювати теги за призначеним монітором.
- Підтримка багатьох стандартів Freedesktop.
- Велика кількість розширень за допомогою Lua-скриптів.